# Cryptaphodius entellus
Cryptaphodius entellus är en skalbaggsart som beskrevs av S. Endrödi 1967. Cryptaphodius entellus ingår i släktet Cryptaphodius och familjen Aphodiidae. Inga underarter finns listade i Catalogue of Life.